# Листокрутка сунична
Листокрутка сунична (Ancylis comptana Freel.) — метелик з родини листокруток. Пошкоджує суниці. Дуже поширений вид листокруток. В Україні відмічений на окремих плантаціях АР Криму, Запорізької, Донецької, Харківської, Сумської, Київської, Вінницької і Черкаської областей.

## Опис

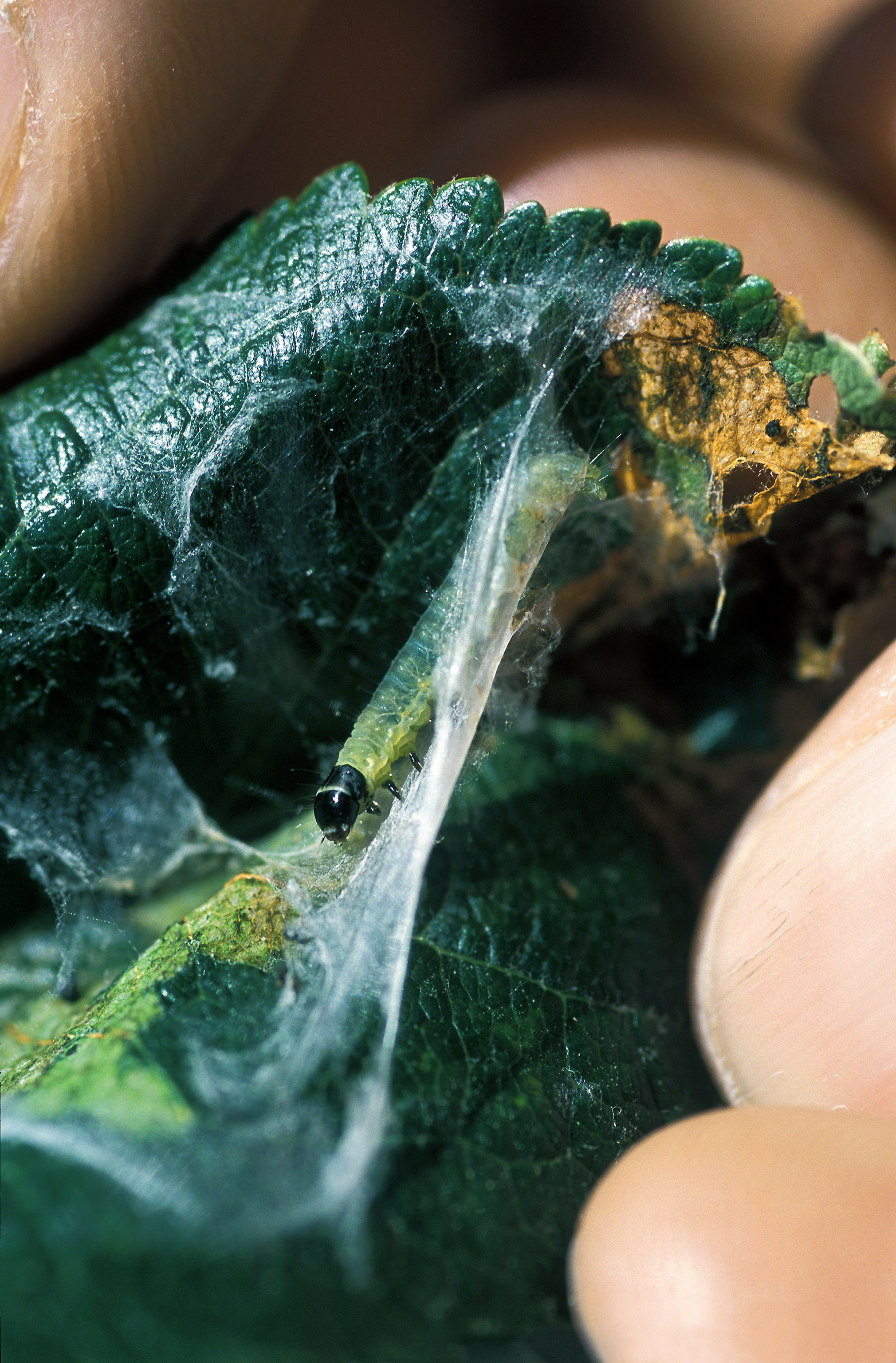

У розмаху крил 12-15 міліметрів. Крила червоно-коричневого кольору, з напівовальною плямою вздовж заднього краю передньої пари. Гусениці спочатку сіро-зелені, з коричневою головою і грудним щитком, а потім стають сірувато-коричневими, з світло-коричневими бородавками на всьому тілі. Голова, грудний і анальний щитки стають блискучими, чорними. Довжина дорослої гусениці 12 міліметрів. Метелики відкладають дрібні прозорі яйця на нижню поверхню листя суниць. З яєць виходять гусениці, які скелетують молоді листки навколо середньої жилки, обплітаючи їх білою павутиною, іноді скріплюючи павутиною 2-3 листки. 